# Agmatina
L'agmatina è il prodotto della decarbossilazione dell'amminoacido arginina ed è un intermedio nella biosintesi delle poliammine. È sintetizzata nel cervello e conservata nelle vescicole sinaptiche. L'agmatina si lega ai recettori α2-adrenergici, e blocca i recettori NMDA. L'agmatina inibisce l'ossido nitrico sintasi (NOS), e induce il rilascio di alcuni ormoni peptidici.